# Salcedillo
Salcedillo è un comune spagnolo di 7 abitanti situato nella comunità autonoma dell'Aragona.